# Boorkevers
De boorkevers (Bostrichidae) vormen een familie van kevers binnen de superfamilie Bostrichoidea. In Europa komen 47 soorten en ondersoorten voor. Ze lijken sterk op de schorskevers, maar er zijn verschillen in de antennes en de ogen.

## Kenmerken
Boorkevers worden 2 tot 20 millimeter lang en hebben een langgerekt cilindrisch en licht afgeplat lichaam en ovale ogen. De kop is iets naar voren gestrekt. Bij de onderfamilies Lyctinae en Polycaoninae is deze onbedekt, en bij de Dinoderinae en Bostrichinae bedekt door het halsschild. Sommige soorten hebben een dekschild dat niet het hele achterlijf bedekt.
De antennes hebben 9 tot 11 geledingen, waarbij de laatste twee of drie in de vorm van een knots verdikt zijn. Zowel het mannetje als het vrouwtje hebben op alle poten een tarsus met vijf geledingen. De tarsus is lang en wordt bij sommige soorten deels door de tibia overlapt. 

## Levenswijze
Boorkevers danken hun naam aan het feit dat ze gangen in hout boren. Sommige soorten zijn behoorlijk schadelijk, omdat ze naast hout ook zaden en graan eten. Enkele boorkevers, zoals de kleine graanboorder (Rhyzopertha dominica) kunnen 60 jaar oud worden.

## Indeling
- Onderfamilie Dysidinae Lesne, 1921
- Onderfamilie Polycaoninae Lesne, 1896
- Onderfamilie Bostrichinae Latreille, 1802[2]
  - Tribus Apatini Billberg, 1820
  - Tribus Bostrichini Latreille, 1802[2]
  - Tribus Dinapatini Lesne, 1910
  - Tribus Sinoxylini Marseul, 1857
  - Tribus Xyloperthini Lesne, 1921
- Onderfamilie Psoinae Blanchard, 1851
- Onderfamilie Dinoderinae Thomson, 1863
- Onderfamilie Lyctinae Billberg, 1820
  - Tribus Lyctini Billberg, 1820
  - Tribus Trogoxylini Lesne, 1921
- Onderfamilie Euderiinae Lesne, 1934